# Torneo Acropolis
Il Torneo Acropolis, conosciuto anche come Torneo dell'Acropoli e Acropolis Cup, è un torneo internazionale di pallacanestro. Si svolge nella città di Atene, e prende il nome proprio dall'Acropoli della città.

## Storia
Nato nel 1986, ha visto di anno in anno aumentare la sua importanza, tanto che di frequente vi hanno preso parte anche nazionali di altri continenti (come Argentina, Brasile, Australia e Cina) e selezioni dei migliori giocatori universitari NCAA.
Nel 1991 si è svolta una edizione speciale, denominata Torneo del Centenario, organizzata dalla Federazione greca assieme a FIBA Europe, allo scopo di commemorare i 100 anni della nascita della pallacanestro.
Fino all'edizione 2011 si è svolto in modo ininterrotto; il torneo non si è disputato nelle annate 2012, 2014 e 2016, data la situazione critica, a livello economico, della Grecia.
La competizione si svolge con regole FIBA, e deve la sua importanza al fatto che si svolge nella ultima parte della fase di preparazione delle nazionali ai grandi eventi della pallacanestro europea e mondiale. Di conseguenza, il Torneo è visto come una ottima occasione per affinare lo stato di forma dei giocatori e mettere a punto gli aggiustamenti tecnici in vista di Europei, Giochi olimpici e Mondiali.

## Albo d'oro
| 1986 | Stadio della pace e dell'amicizia | Jugoslavia                           | Italia                               | Grecia                               | Paesi Bassi                          |
| 1987 | Stadio della pace e dell'amicizia | Jugoslavia                           | Grecia                               | Cecoslovacchia                       | Canada                               |
| 1988 | Stadio della pace e dell'amicizia | Jugoslavia                           | Grecia                               | Italia                               | Duke Blue Devils                     |
| 1989 | Stadio della pace e dell'amicizia | Grecia                               | Italia                               | Atlantic Coast Conference            | Paesi Bassi                          |
| 1990 | Glyfada                           | Argentina                            | Grecia                               | Cecoslovacchia                       | Cina                                 |
| 1991 | Stadio della pace e dell'amicizia | Si è svolto il Torneo del Centenario | Si è svolto il Torneo del Centenario | Si è svolto il Torneo del Centenario | Si è svolto il Torneo del Centenario |
| 1992 | Stadio della pace e dell'amicizia | Grecia                               | Lituania                             | Italia                               | Francia                              |
| 1993 | Stadio della pace e dell'amicizia | Grecia                               | Bulgaria                             | Russia                               | All Stars NCAA                       |
| 1994 | Stadio della pace e dell'amicizia | All Stars Serbia                     | Russia                               | Grecia                               | Italia                               |
| 1995 | O.A.K.A.                          | Jugoslavia                           | Grecia                               | All Stars NCAA                       | Slovenia                             |
| 1996 | O.A.K.A.                          | Grecia                               | All Stars NIT                        | Italia                               | Germania                             |
| 1997 | Stadio della pace e dell'amicizia | Italia                               | Grecia                               | Francia                              | Germania                             |
| 1998 | O.A.K.A.                          | Grecia                               | All Stars NCAA                       | Polonia                              | Giappone                             |
| 1999 | Stadio della pace e dell'amicizia | Grecia                               | Italia                               | Australia                            | Russia                               |
| 2000 | O.A.K.A.                          | Grecia                               | Russia                               | Brasile                              | Ungheria                             |
| 2001 | O.A.K.A.                          | Italia                               | Grecia                               | Jugoslavia                           | Lituania                             |
| 2002 | O.A.K.A.                          | Grecia                               | Lituania                             | Italia                               | Croazia                              |
| 2003 | Glyfada                           | Grecia                               | Slovenia                             | Polonia                              | Israele                              |
| 2004 | Glyfada                           | Lituania                             | Grecia                               | Italia                               | Brasile                              |
| 2005 | O.A.K.A.                          | Grecia                               | Serbia e Montenegro                  | Italia                               | Germania                             |
| 2006 | O.A.K.A.                          | Grecia                               | Francia                              | Croazia                              | Italia                               |
| 2007 | O.A.K.A.                          | Grecia                               | Lituania                             | Slovenia                             | Italia                               |
| 2008 | O.A.K.A.                          | Grecia                               | Brasile                              | Croazia                              | Australia                            |
| 2009 | O.A.K.A.                          | Grecia                               | Serbia                               | Lituania                             | Russia                               |
| 2010 | O.A.K.A.                          | Grecia                               | Serbia                               | Slovenia                             | Canada                               |
| 2011 | O.A.K.A.                          | Italia                               | Grecia                               | Bulgaria                             | BYU Cougars                          |
| 2013 | O.A.K.A.                          | Grecia                               | Lituania                             | Italia                               | Bosnia ed Erzegovina                 |
| 2015 | O.A.K.A.                          | Grecia                               | Turchia                              | Lituania                             | Paesi Bassi                          |
| 2017 | O.A.K.A.                          | Georgia                              | Serbia                               | Grecia                               | Italia                               |
| 2019 | O.A.K.A.                          | Serbia                               | Grecia                               | Turchia                              | Italia                               |
| 2021 | O.A.K.A.                          | Serbia                               | Grecia                               | Porto Rico                           | Messico                              |
| 2022 | O.A.K.A.                          | Grecia                               | Polonia                              | Turchia                              | Georgia                              |
| 2023 | O.A.K.A.                          | Italia                               | Serbia                               | Grecia                               |                                      |
| 2024 | O.A.K.A.                          | Grecia                               | Montenegro                           | Bahamas                              |                                      |